# 근대 일본의 관제
근대 일본의 관제 (近代日本の官制, きんだいにほんのかんせい)는 왕정복고의 대호령에 의해 메이지 유신이 성립된 1868년 1월 3일 이후의 행정기관을 중심으로 국가기관의 변천을 개관한다.
근대 이전의 율령 관제에 대해서는 일본의 관제를, 현재의 관제에 대해서는 일본의 국가기관을 참조.

## 삼직제
- 1868년 1월 3일
  - 신설) 총재 : 부총재
  - 신설) 정의 (議定) : 황족, 공경, 제후
  - 신설) 참여 (参与) : 공경, 제후, 징사(徵士)
  - 폐지) 섭정 · 관백 · 막부, 내람 · 勅問御人数・国事御用掛・議奏・武家伝奏, 수호 직 · 所司代
- 1868년 2월 10일 : 분과 신설) 신기神祇事務科 / 국내内国事務科 / 외국外国事務科 / 해륙군海陸軍事務科 / 회계会計事務科 / 형법刑法事務科 / 제도료制度寮
- 1868년 2월 25일 : 분국으로 변경) 총재국 総裁局 / 신기神祇事務局 / 内国事務局 / 外国事務局 / 軍防事務局 / 会計事務局 / 刑法事務局 / 制度事務局
  - 징사徴士・공사貢士의 신설
- 1868년 4월 6일 : 五箇条の御誓文 발표

## 태정관제

### 정체서
정체서政体書로 정의
팔관 / 1868년 6월 11일 - 1869년 8월 15일
| - 태정관 아래 - 의정관 : 상국(의정/참여), 하국(공의소/집의원) - 행정관 : 신기관 / 会計官 / 軍務官 / 外国官 / (民部官) - 형법관 | 1868년 9월 3일 메이지 천황이 에도를 도쿄로 개칭하고(江戸ヲ称シテ東京ト為スノ詔書) 1869년 4월 5일 태정관을 도쿄로 옮김 |

2 관 6 성 / 1869년 8월 15일 - 1871년 9월 13일
| - 신기관 : 선교사宣教使 - 태정관 아래 - 대소원待詔院 / 집의원集議院 - 민부성民部省 / 대장성 / 병부성 / 궁내성宮内省 / 외무성 / 공부성 / 사법성司法省(형부성/탄정대) - 대학교大学校(문부성) / 개척사開拓使 | 1869년 7월 25일 : 판적봉환 1869년 8월 15일 : 관위 (관직과 위계) 전면 개정. - 폐지) 백관百官・수령受領, 종4위 이하 상하위 - 신설) 정1위부터 정9위까지 정종 |

### 삼원제
1871년 9월 13일 - 1875년 4월 14일
| - 태정관 - 정원 : 태정대신 / 좌대신 / 우대신 / 참의 - 좌원 : 향후 원로원으로 - 우원 | 1871년 8월 29일 폐번치현 1871년 9월 13일 관제 개정 1871년 9월 24일 관제 개정. 관위상당제官位相当制 폐지 후 15관등 신설 |

### 메이지 8년의 관제
1875년 4월 14일 - 1885년 12월 22일
| - 대심원 : 상등재판소上等裁判所 / 지방地方裁判所 - 정원 : 태정대신 / 좌대신 / 우대신 / 참의 - 대장성 / 육군성 / 해군성 / 사법성 / 궁내성 / 외무성 / 내무부 / 교육부 / 교부성教部省(신기성) / 공부성 / 농상무성 / 개척사 | 1875년 2월 11일, 오사카 회의 1875년 4월 14일, 입헌정체의 조서(立憲政体の詔書) 발표 |

## 내각제
내각직권内閣職権 / 1885년 12월 22일 - 1889년 12월 24일
| - 행정 - 내각 : 총리대신 - 외무대신 / 내무대신 / 대장대신 / 육군대신 / 해군대신 / 사법대신 / 문부대신 / 농상무대신 / 체신대신 - 사법 : 대심원 / 상등재판소上等裁判所 / 지방地方裁判所 - 입법 : 원로원元老院 - 궁중 : 내대신 (내대신부内大臣府) / 궁내대신 | 1885년 12월 22일 「태정관 제 69호」太政官達第69号와 「내각 직권」이 정해져 태정관제를 폐지하고 내각제 신설 |

대일본제국헌법과 내각관제 / 1889년 12월 24일 - 1947년 5월 2일
| - 행정 : 내각, 국무각대신 (9성 동일) - 사법 : 재판소 / 대심원 / 항소원控訴院 / 지방재판소 / 구재판소区裁判所 - 입법 : 제국의회 / 귀족원 / 중의원 - 궁중 : 내대신 / 궁내대신 - 자문諮詢 : 추밀원 / 추밀고문관枢密顧問官 - 회계검사 : 회계검사원 | 1889년 2월 11일 대일본제국헌법 공포 1889년 12월 24일 내각관제内閣官制 시행 1890년 11월 29일 제국 의회 개회 |

일본국헌법과 내각법
| - 입법 : 국회 (중의원, 참의원) / 사무국, 법제국 - 사법 : 법원 / 최고재판소 / 고등법원 / 지방법원 / 간이재판소 - 행정 : 내각 - 총리 / 국무대신 - 일본 내각관방 인사원 궁내부宮内府 총리 청 - 외무성 내무성 대장성 사법성 문부성 후생성 농림성 상공성 운수성 체신성 경제안정본부 물가청 복원청復員庁 행정조사부 - 회계검사 : 회계검사원 | 1947년 5월 3일 일본국헌법日本国憲法 시행 |

중앙성청개편 후
| - 입법 : (동일) - 사법 : (추가) 가정재판소 - 행정 : 내각 - 총리 / 국무대신 - 일본 내각관방 내각법제국 안전보장회의 인사원 - 내각부 (궁내청 공정거래위원회 국가공안위원회 / 경찰청 금융청 소비자청) - 부흥청 총무성 법무성 외무성 재무성 문부과학성 후생노동성 농림수산성 경제산업성 국토교통성 환경성 방위성 | 2001년 중앙 성청 개편 2012년 2월 10일 부흥청설치 |

### 내용주
1. ↑  位階制は官職制と切り離されたものの廃止されることはなく、1887年（明治20年）5月4日に定められた叙位条例（明治20年勅令第10号）により栄典としての性格が強められた。

## 참고
- 내각 기록 국 "단행본 · 메이지 직 관 연혁 표 ·職官부 한"국립 공문서 관 (ref.A07090183000).
- 근대 일본 형성기의 국가체제 - 지방관회의.태정관.천황 | 박삼헌 | 소명출판 | 2012년 2월

## 같이 보기
- 일본의 관제